# 大方四万十道路
大方四万十道路（おおがたしまんとどうろ）は高知県幡多郡黒潮町入野（黒潮大方IC）と高知県四万十市右山（四万十IC）との間で事業中の全長7.9kmの四国横断自動車道阿南四万十線に並行する一般国道自動車専用道路である。2019年度に事業化された。

## 概要
- 起点 : 高知県幡多郡黒潮町入野
- 終点 : 高知県四万十市右山
- 規格 : 第1種第3級

## 道路の位置関係
四国横断自動車道
徳島南部自動車道 - 徳島自動車道 - 高松自動車道 - 高知自動車道 - ※須崎道路 - 高知自動車道 - ※窪川佐賀道路 - ※佐賀大方道路 - ※大方四万十道路 - ※中村宿毛道路 - ※宿毛内海道路 - ※津島道路 - ※宇和島道路 - 松山自動車道 - ※大洲道路
※は高速自動車国道に並行する一般国道自動車専用道路。

## インターチェンジなど
- 全線高知県内に所在。
- 施設名欄の背景色が■である部分は施設が供用されていない、または完成していないことを示す。

| 施設名                     | 接続路線名                             | 所在地       | 備考                               |
| -------------------------- | -------------------------------------- | ------------ | ---------------------------------- |
| E56 佐賀大方道路（事業中） |                                        |              |                                    |
| 黒潮大方IC                 | 国道56号(現道)                         | 幡多郡黒潮町 |                                    |
| 古津賀IC(仮称)             | 国道56号(現道、中村宿毛道路一般道路部) | 四万十市     | 高知方面へのハーフインターチェンジ |
| 四万十IC                   | 国道56号(現道、中村宿毛道路一般道路部) | 四万十市     |                                    |
| E56中村宿毛道路            |                                        |              |                                    |

## 歴史
- 2019年度（平成31年度） : 事業着手